# Noggin
Noggin – amerykańska stacja telewizyjna współtworzona przez Viacom i Children's Television Workshop (później przemianowany na Sesame Workshop). W 2002 roku Noggin dodał blok nocny (zwany The N, co oznacza Noggin).
W 2009 roku marka Noggin została tymczasowo wycofana. Kanał telewizyjny został zastąpiony przez nową stację Nick Jr., która była oparta na porannym bloku Nickelodeon o tej samej nazwie. W marcu 2015 roku Noggin został ponownie uruchomiony jako aplikacja mobilna.